# Ingénieur de la ville de Paris
Pour les articles homonymes, voir IVP.
Les ingénieurs de la ville de Paris (IVP) forment un corps de catégorie A de la filière technique au sein de l'administration de la Ville de Paris. Il est constitué notamment des élèves diplômés de l'École des ingénieurs de la ville de Paris (EIVP). 
Ce corps de fonctionnaires et d'ingénieurs civils est créé en 1959 sous le nom "d'ingénieurs de la préfecture de la Seine". Il présente une homologie avec le corps des ingénieurs des travaux publics de l'État.
Elle est présidée par le Conseiller de Paris Jérôme Gleizes depuis le 3 novembre 2020,.

## Fonctions
Les ingénieurs des travaux de la Ville de Paris, devenus ingenieurs-architectes des administrations parisiennes en 2016, forment un corps classé dans la catégorie A de la filière technique. Le recrutement d'élève-ingénieurs  s'effectue principalement en externe par le concours d'entrée à l'École des Ingénieurs de la Ville de Paris (EIVP), mais également en interne par un concours sélectif et paritaire.  
Les élèves-ingénieurs des travaux forment une catégorie des élèves de l'École, qui se caractérise par un engagement de servir la Ville de Paris pendant huit ans, trois pouvant être effectués en détachement dans une autre collectivité territoriale. Le concours externe d'entrée à l'École des Ingénieurs de la Ville de Paris est organisé conjointement au concours commun d'entrée dans cinq écoles de l'Etat (École nationale des travaux publics de l'État, École Nationale des Sciences Géographiques, École nationale des travaux maritimes, École nationale supérieure des mines de Douai et École nationale de la météorologie). 
Les ingénieurs des travaux ont vocation à exercer des fonctions de nature scientifique, technique et économique ; ils peuvent également exercer des missions à caractère administratif et des missions dans le cadre de la politique de la ville. Ils participent aux différentes activités des ingénieurs des services techniques. Ils assurent normalement des fonctions d'encadrement ou de commandement. Ils ont également vocation à exercer des fonctions à compétence technique de haut niveau et à assurer des missions d'études, de recherche et d'enseignement.

## Anciens élèves

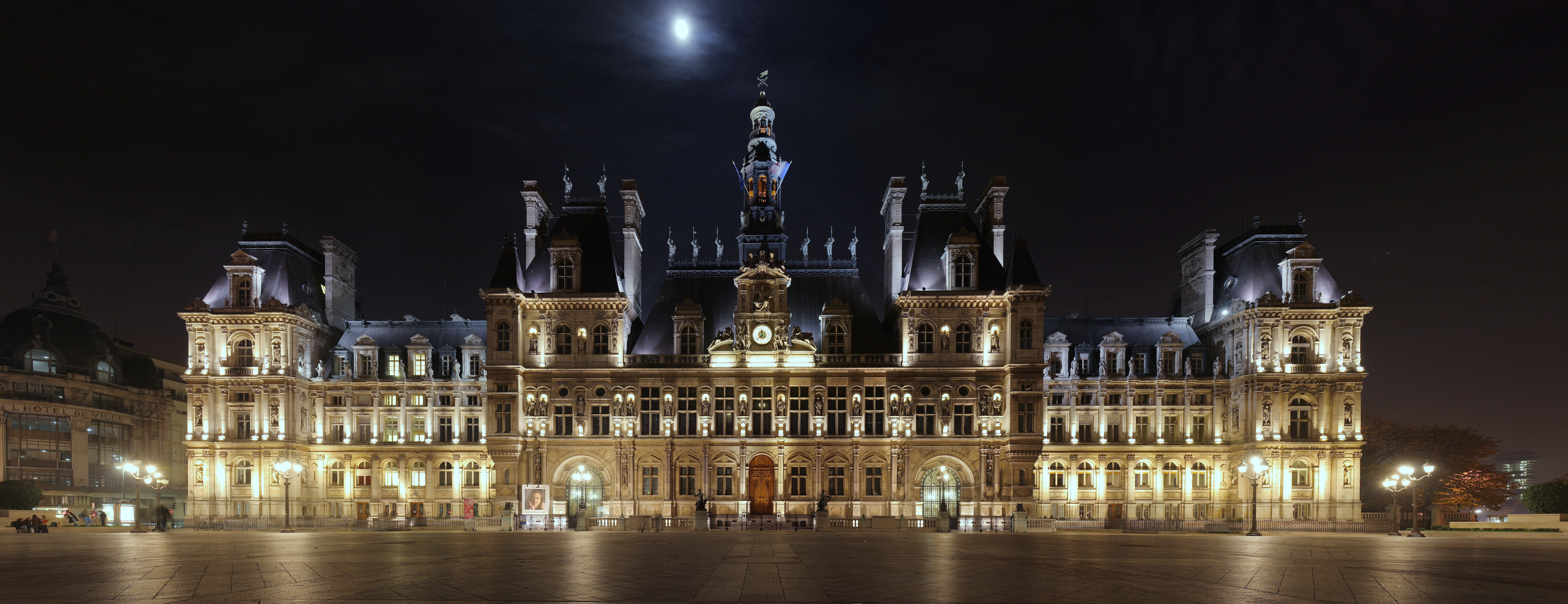
L'hôtel de ville de Paris.

- François Mancebo, professeur d'université.
- Jean-Pierre Dauxerre, IVP 1, ancien directeur des Services Techniques de la ville de Caen.
- Christian Lamboley, IVP 8,  ancien directeur de la Voirie et de Déplacements de la Ville de Paris.
- Jean-Pierre Lourdin, IVP 9, ancien directeur du logement de la Ville de Paris, secrétaire général du conseil de l’immobilier de l’État.
- Odile de Korner, IVP 11, ancienne directrice générale de Eau de Paris.
- Patrick Lefebvre, IVP 12, ancien directeur général de SYCTOM.
- Gérard de Pablo, IVP 14, ancien président de Autoroutes et tunnel du Mont-Blanc.
- Jacques Monthioux, IVP 14, directeur de la direction du patrimoine et de l'architecture de Paris.
- Gilles Guillochon, IVP 17, directeur général de QDVP-MAWAQIF, joint-venture de VINCI Park (Qatar).
- Édouard Fritch, IVP 18, président de l'Assemblée de la Polynésie française.
- Ghislaine Geffroy, IVP 23, directrice Générale du Syndicat Autolib Velib Métropole.
- Régine Engström, IVP 26, préfète de la région Centre Val de Loire
- Laurent Descottes, IVP 27, directeur de projet adjoint chargé des travaux souterrains de la Ligne 18, à la Société du Grand Paris
- Jean-Pierre Gueneau, IVP 27, président de la Société nationale d’horticulture de France en 2021
- Christophe Dalstein, IVP 33, ancien directeur d'EuropaCity.
- Sandrine Morey, IVP 34, directrice générale de la SEMAPA, Société d'économie mixte de Paris.
- Yann Françoise, IVP 35, responsable de la stratégie énergétique et de lutte contre le changement climatique de Paris.
- Céline Lepault, IVP 36, ancienne cheffe du projet Vélib'.
- Livia Saurin, IVP 43, secrétaire générale adjointe de France Télévisions

## Fonctions
Association des anciens élèves de l'Ecole des Ingénieurs de la Ville de Paris : 

AIVP - http://aivp-paris.fr